# Соймонов, Владимир Юрьевич
Владимир Юрьевич Соймонов (1772—1825) — сенатор, тайный советник, деятель по горному делу Российской империи. Внук сибирского губернатора Ф. И. Соймонова.

## Биография
Записанный по обычаю того времени в детстве унтер-офицером в гвардию, поступил в Горное училище, откуда 1 января 1790 года был выпущен в Нерчинский горный батальон и отправлен за границу для завершения горного образования, изучал горно-заводское дело в Германии и возвратился в Россию в ноябре 1793 года. Произведенный в обер-гиттенфервальтеры, он был послан на службу в Колывано-Воскресенские заводы, где управлял Барнаульским заводом. В 1797 году был вызван в Петербург, произведен здесь в обер-бергмейстеры и назначен в распоряжение главного директора недавно восстановленной Берг-Коллегии. Директором этой Коллегии был в то время дядя Владимира Юрьевича, Михаил Фёдорович Соймонов, который скоро начал выдвигать своего даровитого и сведущего племянника.
Уже в 1798 году Владимир Юрьевич был послан в Верхотурье, где тогда работала рудоискательная партия. Ему здесь удалось отыскать месторождение медных руд; в этом же году, осматривая по поручению начальства удельные имения в Тамбовской и Костромской губерниях, он нашел квасцовые и железные руды. В сентябре 1800 года был назначен вице-президентом Берг-коллегии, затем в ноябре 1802 года перешел на службу в департамент министерства финансов, но уже в январе 1804 года снова начал служить по горному ведомству. Назначенный членом Кабинета Его Величества с переименованием из действительных статских советников в обер-берггауптманы 4 класса, он был по Высочайшему повелению послан в Москву для разбора и описи вещей Московской Оружейной Палаты.
В 1806 году, когда Горное Управление в России было преобразовано, был назначен московским берг-инспектором, а в октябре того же года произведен в тайные советники и назначен сенатором 7 департамента. Этот пост он занимал до 1822 года, когда получил новое назначение в Казань, для прекращения целого ряда злоупотреблений и беспорядков в Казанской губернии, «с тем, чтобы, действуя во всем на правах генерал-губернатора, оставался там до совершенного устройства той губернии». Соймонов энергично взялся за дело: устранял чиновников, производивших злоупотребления, регулировал полицейскую часть, исправлял пути сообщения и в короткое время в значительной мере улучшил положение губернии.

### Деятельность на Урале
Вскоре, однако, ему снова пришлось заняться своим любимым горным делом. Император Александр I, обративший в последние годы своей жизни особенное внимание на горную часть, в 1823 году учредил в Екатеринбурге особую временную горную комиссию, председателем которой и был назначен Соймонов. Ближайшей причиной учреждения комиссии было установление в 1814 году штейгером Бруснициным факта нахождения на Урале богатых золотых россыпей, и на вновь учрежденную комиссию было возложено урегулирование вопроса о золотых приисках. Соймонов с местными уральскими горными деятелями принялся за дело и, отправившись на Урал в мае 1823 года, к ноябрю уже успел осмотреть Уральские золотые промыслы, собрал множество описаний, планов, образцов пород, разослал в разные стороны рудоискательные партии, открыл до 100 новых золотых приисков, и стремился развить частную предприимчивость в деле добычи золота, привлекая к горному делу частных лиц из местных жителей.
Кроме того, для руководства рудоискательным партиям, Соймоновым была составлена в это время «Инструкция горным партиям для геогностического описания хребта Уральского и для приискания руд и золотосодержащих россыпей». Кo времени закрытия комиссии, Соймонов уже ясно понимал недостатки горного дела на Урале, определил и средства к исправлению этих недостатков. На основании сделанных здесь наблюдений, он составил отчет о занятиях временной горной комиссии и проект нового устройства горного дела на Урале.
Проект этот, предлагая расширение горнозаводской промышленности, указывал на необходимость расширения частной инициативы в горном деле, предлагал рассылать ежегодно несколько рудоискательных партий по всему Уралу и, наконец, настаивал на учреждении особого Горного генерал-губернаторства из Пермской и Екатеринбургской губернии. Препровожденный министром финансов на рассмотрение департамента горных и соляных дел, проект не нашел, однако, поддержки в руководящих сферах, благодаря оппозиции директора департамента Горных дел Е. И. Мечникова.
Вследствие этого только некоторые из его предположений были приняты и нашли выражение в изданном 15 июня 1824 года Положении Комитета Финансов. Однако путешествие по Уралу, предпринятое Императором Александром I в исходе 1824 года показало Государю, что мероприятия, предложенные Соймоновым, вполне соответствуют тому положению дел, какое существовало на Урале. По возвращении в Петербург Соймонов имел возможность лично убедить Императора в необходимости предложенных им изменений. Государь согласился с его доводами, но реформа горного дела все-таки не состоялась.
В апреле 1825 года Соймонов был уволен в отпуск для поправления здоровья, а 20 августа (1 сентября) 1825 года умер. Был похоронен на кладбище московского Симонова монастыря.

## Семья
Жена (с 25 июля 1800 года) — Евдокия Александровна Алябьева (1785—1849), дочь тайного советника А. В. Алябьева и сестра композитора Александра Алябьева; заботилась вместе с сестрами о судьбе брата. По её ходатайству к Государю разрешено было композитору ехать на лечение в Пятигорск. Дочь Софья (18.08.1803—16.03.1861), была крещена 23 августа 1803 года в Пантелеимоновской церкви при восприемстве тетки Екатерины Александровны Алябьевой.